# トルネードタワー
トルネードタワーは、カタールの首都ドーハに建設された超高層ビルの1つである。

## 概要
QIPCOタワーとも呼ばれる。建物は52階建て。双曲線の特徴的な外観となっている。2006年に着工し、2008年に完成した。